# Hydrelia adesma
Hydrelia adesma là một loài bướm đêm trong họ Geometridae.